# Trisetum bertolonii
Trisetum bertolonii är en gräsart som beskrevs av Bengt Edvard Jonsell. Trisetum bertolonii ingår i släktet glanshavren, och familjen gräs. Inga underarter finns listade i Catalogue of Life.